# Llista d'espècies de filodròmids

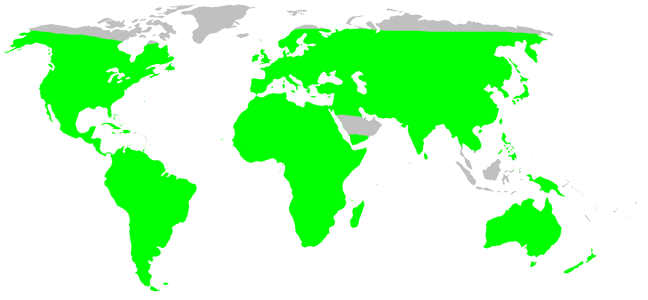
Distribució dels filodròmids

Aquesta és la llista d'espècies de filodròmids, una família d'aranyes araneomorfes. Conté la informació recollida fins al 2 de novembre de 2006 i hi ha citats 29 gèneres i 517 espècies; d'elles, 240 pertanyen al gènere Philodromus. La seva distribució és molt extensa, trobant-se pràcticament per tot el món.

## Gèneres i espècies

### Apollophanes
Apollophanes O. P.-Cambridge, 1898
- Apollophanes aztecanus Dondale & Redner, 1975 (Mèxic)
- Apollophanes bangalores Tikader, 1963 (Índia)
- Apollophanes caribaeus Dondale & Redner, 1975 (Trinidad)
- Apollophanes crispus Dondale & Redner, 1975 (Panamà)
- Apollophanes erectus Dondale & Redner, 1975 (Mèxic)
- Apollophanes indistinctus Gertsch, 1933 (Mèxic)
- Apollophanes longipes (O. P.-Cambridge, 1896) (Mèxic)
- Apollophanes macropalpus (Paik, 1979) (Rússia, Corea)
- Apollophanes margareta Lowrie & Gertsch, 1955 (EUA, Canadà)
- Apollophanes punctatus (Bryant, 1948) (Hispaniola)
- Apollophanes punctipes (O. P.-Cambridge, 1891) (EUA fins a Panamà)
- Apollophanes texanus Banks, 1904 (EUA, Mèxic)

### Bacillocnemis
Bacillocnemis Mello-Leitão, 1938
- Bacillocnemis anomala Mello-Leitão, 1938 (Argentina)

### Berlandiella
Berlandiella Mello-Leitão, 1929
- Berlandiella insignis Mello-Leitão, 1929 (Brasil)
- Berlandiella magna Mello-Leitão, 1929 (Brasil)
- Berlandiella polyacantha Mello-Leitão, 1929 (Brasil)

### Cleocnemis
Cleocnemis Simon, 1886
- Cleocnemis bryantae (Gertsch, 1933) (Paraguai)
- Cleocnemis heteropoda Simon, 1886 (Brasil)
- Cleocnemis lanceolata Mello-Leitão, 1929 (Brasil)
- Cleocnemis moschata Mello-Leitão, 1943 (Brasil)
- Cleocnemis mutilata (Mello-Leitão, 1917) (Brasil)
- Cleocnemis nigra Mello-Leitão, 1943 (Brasil)
- Cleocnemis paraguensis (Gertsch, 1933) (Paraguai)
- Cleocnemis punctulata (Taczanowski, 1872) (Perú, Veneçuela, Guyana)
- Cleocnemis rosea Mello-Leitão, 1944 (Argentina)
- Cleocnemis rudolphi Mello-Leitão, 1943 (Brasil)
- Cleocnemis serrana Mello-Leitão, 1929 (Brasil)
- Cleocnemis spinosa Mello-Leitão, 1947 (Brasil)
- Cleocnemis taquarae (Keyserling, 1891) (Perú, Brasil)
- Cleocnemis xenotypa Mello-Leitão, 1929 (Brasil)

### Ebo
Ebo Keyserling, 1884
- Ebo albocaudatus Schick, 1965 (EUA)
- Ebo andreannae Schick, 1965 (EUA)
- Ebo bharatae Tikader, 1965 (Índia, Illes Andaman)
- Ebo bucklei Platnick, 1972 (Canadà)
- Ebo californicus (Gertsch, 1933) (EUA)
- Ebo cantralli Sauer & Platnick, 1972 (EUA)
- Ebo carmineus Mello-Leitão, 1944 (Argentina)
- Ebo contrastus Sauer & Platnick, 1972 (EUA)
- Ebo creosotis Schick, 1965 (EUA)
- Ebo dispar Schick, 1965 (EUA)
- Ebo distinctivus Lyakhov, 1992 (Rússia)
- Ebo dondalei Sauer, 1968 (EUA)
- Ebo eremus Levy, 1999 (Israel)
- Ebo evansae Sauer & Platnick, 1972 (EUA, Mèxic)
- Ebo fuscus Mello-Leitão, 1943 (Argentina)
- Ebo halophilus Levy, 1977 (Israel)
- Ebo iviei Sauer & Platnick, 1972 (EUA, Canadà)
- Ebo latithorax Keyserling, 1884 (EUA, Canadà)
- Ebo macyi (Gertsch, 1933) (EUA)
- Ebo magnificus (Chamberlin & Ivie, 1942) (EUA)
- Ebo meridionalis Mello-Leitão, 1942 (Argentina)
- Ebo merkeli Schick, 1965 (EUA)
- Ebo mexicanus Banks, 1898 (EUA, Mèxic)
- Ebo oblongus Simon, 1895 (EUA)
- Ebo parabolis Schick, 1965 (EUA)
- Ebo patellaris Wunderlich, 1987 (Illes Canàries, Illes Cap Verd)
- Ebo patellidens Levy, 1977 (Israel)
- Ebo pepinensis Gertsch, 1933 (EUA, Canadà)
- Ebo punctatus Sauer & Platnick, 1972 (EUA)
- Ebo redneri Cokendolpher, 1978 (EUA)
- Ebo texanus (Gertsch, 1933) (EUA)

### Eminella
Eminella Özdikmen, 2007 (replacement name for Catuna Mello-Leitão, 1940)
- Eminella ctenops (Mello-Leitão, 1940) (Argentina)

### Fageia
Fageia Mello-Leitão, 1929
- Fageia amabilis Mello-Leitão, 1929 (Brasil)
- Fageia clara Mello-Leitão, 1937 (Brasil)
- Fageia concolor Mello-Leitão, 1947 (Brasil)
- Fageia meridionalis Mello-Leitão, 1943 (Brasil)

### Gephyrellula
Gephyrellula Strand, 1932
- Gephyrellula paulistana Soares, 1943 (Brasil)
- Gephyrellula violacea (Mello-Leitão, 1918) (Brasil)

### Gephyrina
Gephyrina Simon, 1895
- Gephyrina alba Simon, 1895 (Veneçuela)
- Gephyrina albimarginata Mello-Leitão, 1929 (Brasil)
- Gephyrina imbecilla Mello-Leitão, 1917 (Brasil)
- Gephyrina insularis Simon, 1897 (Saint Vincent)
- Gephyrina nigropunctata Mello-Leitão, 1929 (Brasil, Bolívia)

### Gephyrota
Gephyrota Strand, 1932
- Gephyrota candida (Simon, 1895) (Cambodia, Vietnam)
- Gephyrota glauca (Jézéquel, 1966) (Costa d'Ivori)
- Gephyrota limbata (L. Koch, 1875) (Queensland)
- Gephyrota nigrolineata (Simon, 1909) (Vietnam)
- Gephyrota pudica (Simon, 1906) (Índia)
- Gephyrota virescens (Simon, 1906) (Sri Lanka)
- Gephyrota viridipallida (Schmidt, 1956) (Camerun)

### Hirriusa
Hirriusa Strand, 1932
- Hirriusa arenacea (Lawrence, 1927) (Namíbia)
- Hirriusa bidentata (Lawrence, 1927) (Namíbia)
- Hirriusa variegata (Simon, 1895) (Sud-àfrica)

### Metacleocnemis
Metacleocnemis Mello-Leitão, 1929
- Metacleocnemis borgmeyeri Mello-Leitão, 1929 (Brasil)

### Pagiopalus
Pagiopalus Simon, 1900
- Pagiopalus apiculus Suman, 1970 (Hawaii)
- Pagiopalus atomarius Simon, 1900 (Hawaii)
- Pagiopalus nigriventris Simon, 1900 (Hawaii)
- Pagiopalus personatus Simon, 1900 (Hawaii)

### Paracleocnemis
Paracleocnemis Schiapelli & Gerschman, 1942
- Paracleocnemis apostoli Mello-Leitão, 1945 (Argentina)
- Paracleocnemis termalis Schiapelli & Gerschman, 1942 (Argentina)

### Paratibellus
Paratibellus Simon, 1932
- Paratibellus oblongiusculus (Lucas, 1846) (Europa fins a l'Àsia central)
  - Paratibellus oblongiusculus atomarius Simon, 1932 (França)

### Pedinopistha
Pedinopistha Karsch, 1880
- Pedinopistha aculeata (Simon, 1900) (Hawaii)
- Pedinopistha finschi Karsch, 1880 (Hawaii)
- Pedinopistha longula (Simon, 1900) (Hawaii)
- Pedinopistha schauinslandi (Simon, 1899) (Hawaii)
- Pedinopistha stigmatica (Simon, 1900) (Hawaii)

### Petrichus
Petrichus Simon, 1886
- Petrichus athleticus Mello-Leitão, 1944 (Argentina)
- Petrichus cinereus Tullgren, 1901 (Argentina)
- Petrichus corticinus Mello-Leitão, 1944 (Argentina)
- Petrichus fuliginosus (Nicolet, 1849) (Xile)
- Petrichus funebris (Nicolet, 1849) (Xile)
- Petrichus griseus Berland, 1913 (Ecuador)
- Petrichus junior (Nicolet, 1849) (Xile)
- Petrichus lancearius Simon, 1905 (Argentina)
- Petrichus luteus (Nicolet, 1849) (Xile)
- Petrichus marmoratus Simon, 1886 (Argentina)
- Petrichus meridionalis (Keyserling, 1891) (Brasil)
- Petrichus niveus (Simon, 1895) (Argentina, Illes Falkland)
- Petrichus ornatus Schiapelli & Gerschman, 1942 (Argentina)
- Petrichus sordidus Tullgren, 1901 (Argentina)
- Petrichus tobioides Mello-Leitão, 1941 (Argentina)
- Petrichus tullgreni Simon, 1902 (Argentina)
- Petrichus zonatus Tullgren, 1901 (Argentina)

### Philodromops
Philodromops Mello-Leitão, 1943
- Philodromops coccineus Mello-Leitão, 1943 (Brasil)

### Philodromus
Philodromus Walckenaer, 1826
- Philodromus alascensis Keyserling, 1884 (Holàrtic)
- Philodromus albicans O. P.-Cambridge, 1897 (Mèxic)
- Philodromus albidus Kulczyn'ski, 1911 (Oestern, Europa central)
- Philodromus albofrenatus Simon, 1907 (Bioko)
- Philodromus albolimbatus Thorell, 1895 (Myanmar)
- Philodromus alboniger Caporiacco, 1949 (Kenya)
- Philodromus albopictus Simon, 1875 (França)
- Philodromus aliensis Hu, 2001 (Xina)
- Philodromus anomalus Gertsch, 1934 (EUA)
- Philodromus archettii Caporiacco, 1941 (Etiòpia)
- Philodromus arizonensis Dondale & Redner, 1969 (EUA)
- Philodromus aryy Marusik, 1991 (Rússia)
- Philodromus ashae Gajbe & Gajbe, 1999 (Índia)
- Philodromus assamensis Tikader, 1962 (Índia, Xina)
- Philodromus aureolus (Clerck, 1757) (Paleàrtic)
- Philodromus auricomus L. Koch, 1878 (Rússia, Xina, Corea, Japó)
- Philodromus austerus (L. Koch, 1876) (Queensland)
- Philodromus barmani Tikader, 1980 (Índia)
- Philodromus barrowsi Gertsch, 1934 (EUA)
- Philodromus betrabatai Tikader, 1966 (Índia)
- Philodromus bhagirathai Tikader, 1966 (Índia)
- Philodromus bicornutus Schmidt & Krause, 1995 (Illes Cap Verd)
- Philodromus bigibbosus Caporiacco, 1941 (Etiòpia)
- Philodromus bigibbus (O. P.-Cambridge, 1876) (Egipte, Sudan, Arabia, Índia)
  - Philodromus bigibbus australis Lawrence, 1928 (Sud-àfrica)
- Philodromus bilineatus Bryant, 1933 (EUA)
- Philodromus bimuricatus Dondale & Redner, 1968 (EUA)
- Philodromus blanckei (Wunderlich, 1995) (Sardenya)
- Philodromus bonneti Karol, 1968 (Turquia)
- Philodromus borana Caporiacco, 1939 (Etiòpia)
- Philodromus bosmansi Muster & Thaler, 2004 (Algèria)
- Philodromus brachycephalus Lawrence, 1952 (Sud-àfrica)
- Philodromus breviductus Dondale & Redner, 1969 (Jamaica)
- Philodromus browningi Lawrence, 1952 (Sud-àfrica)
- Philodromus buchari Kubcová, 2004 (Europa)
- Philodromus buxi Simon, 1884 (Europa fins a Kazakhstan)
- Philodromus caffer Strand, 1907 (Sud-àfrica)
- Philodromus calidus Lucas, 1846 (Algèria, Líbia)
- Philodromus californicus Keyserling, 1884 (Amèrica del Nord)
- Philodromus cammarus Rossi, 1846 (Balcans)
- Philodromus caporiaccoi Roewer, 1951 (Kenya)
- Philodromus casseli Simon, 1899 (Mali)
- Philodromus catagraphus Simon, 1870 (Espanya)
- Philodromus cavatus Dondale & Redner, 1969 (Mèxic)
- Philodromus cayanus Taczanowski, 1872 (Guaiana Francesa)
- Philodromus cespitum (Walckenaer, 1802) (Holàrtic)
- Philodromus chambaensis Tikader, 1980 (Índia, Xina)
- Philodromus chamisis Schick, 1965 (EUA, Mèxic)
- Philodromus cinerascens O. P.-Cambridge, 1885 (Yarkand)
- Philodromus cinereus O. P.-Cambridge, 1876 (Egipte)
- Philodromus coachellae Schick, 1965 (EUA, Mèxic)
- Philodromus collinus C. L. Koch, 1835 (Europa, Rússia)
- Philodromus corradii Caporiacco, 1941 (Etiòpia)
- Philodromus corticinus (C. L. Koch, 1837) (Europa, Rússia)
- Philodromus cubanus Dondale & Redner, 1968 (Cuba)
- Philodromus cufrae Caporiacco, 1936 (Líbia)
- Philodromus daoxianen Yin, Peng & Kim, 1999 (Xina)
- Philodromus decoratus Tikader, 1962 (Índia)
- Philodromus denisi Levy, 1977 (Líbia)
- Philodromus depriesteri Braun, 1965 (Àustria, Alemanya)
- Philodromus devhutai Tikader, 1966 (Índia)
- Philodromus diablae Schick, 1965 (EUA)
- Philodromus digitatus Yang, Zhu & Song, 2005 (Xina)
- Philodromus dilatatus Caporiacco, 1940 (Etiòpia)
- Philodromus dilutus Thorell, 1875 (Rússia)
- Philodromus dispar Walckenaer, 1826 (Europa fins a l'Àsia central (EUA, Canadà, introduïda))
  - Philodromus dispar obscurus Lebert, 1877 (Suïssa)
- Philodromus distans Dondale & Redner, 1968 (EUA)
- Philodromus domesticus Tikader, 1962 (Índia)
- Philodromus droseroides Schick, 1965 (EUA)
- Philodromus dubius Caporiacco, 1933 (Líbia)
- Philodromus durvei Tikader, 1980 (Índia)
- Philodromus emarginatus (Schrank, 1803) (Paleàrtic)
  - Philodromus emarginatus lusitanicus Kulczyn'ski, 1911 (Portugal)
- Philodromus epigynatus Strand, 1909 (Sud-àfrica)
- Philodromus erythrops Caporiacco, 1933 (Líbia)
- Philodromus exilis Banks, 1892 (EUA, Canadà)
- Philodromus fallax Sundevall, 1833 (Paleàrtic)
- Philodromus floridensis Banks, 1904 (EUA)
- Philodromus foucauldi Denis, 1954 (Algèria)
- Philodromus frontosus Simon, 1897 (Índia)
- Philodromus fuscolimbatus Lucas, 1846 (Europa central fins al Marroc, Azerbaidjan)
- Philodromus fuscomarginatus (De Geer, 1778) (Paleàrtic)
- Philodromus ganxiensis Yin, Peng & Kim, 1999 (Xina)
- Philodromus generalii Canestrini, 1868 (Itàlia)
- Philodromus gertschi Schick, 1965 (EUA)
- Philodromus glaucinoides Wunderlich, 1987 (Illes Canàries)
- Philodromus glaucinus Simon, 1870 (Mediterrani fins a Azerbaijan)
- Philodromus grazianii Caporiacco, 1933 (Líbia)
- Philodromus grosi Lessert, 1943 (Congo)
- Philodromus guineensis Millot, 1942 (Guinea, Costa d'Ivori)
- Philodromus gyirongensis Hu, 2001 (Xina)
- Philodromus hadzii Silhavy, 1944 (Macedònia del Nord)
- Philodromus harrietae Dondale & Redner, 1969 (EUA)
- Philodromus hierosolymitanus Levy, 1977 (Israel)
- Philodromus hierroensis Wunderlich, 1992 (Illes Canàries)
- Philodromus histrio (Latreille, 1819) (Holàrtic)
- Philodromus hiulcus (Pavesi, 1883) (Etiòpia, Somàlia)
- Philodromus hui Yang & Mao, 2002 (Xina)
- Philodromus humilis Kroneberg, 1875 (Tajikistan)
- Philodromus imbecillus Keyserling, 1880 (EUA, Canadà)
- Philodromus immaculatus Denis, 1955 (Niger)
- Philodromus infectus Dondale & Redner, 1969 (Mèxic)
- Philodromus infuscatus Keyserling, 1880 (EUA, Canadà)
  - Philodromus infuscatus utus Chamberlin, 1921 (EUA)
- Philodromus insperatus Schick, 1965 (EUA, Canadà)
- Philodromus insulanus Kulczyn'ski, 1905 (Madeira)
- Philodromus jabalpurensis Gajbe & Gajbe, 1999 (Índia)
- Philodromus jimredneri Jiménez, 1989 (Mèxic)
- Philodromus josemitensis Gertsch, 1934 (EUA, Canadà)
- Philodromus juvencus Kulczyn'ski, 1895 (Armènia)
- Philodromus kalliaensis Levy, 1977 (Israel)
- Philodromus kendrabatai Tikader, 1966 (Índia)
- Philodromus ketani Gajbe, 2005 (Índia)
- Philodromus keyserlingi Marx, 1890 (EUA, Canadà)
- Philodromus kianganensis Barrion & Litsinger, 1995 (Filipines)
- Philodromus kraepelini Simon, 1905 (Java)
- Philodromus krausi Muster & Thaler, 2004 (Turquia)
- Philodromus lanchowensis Schenkel, 1936 (Xina, Corea)
- Philodromus lasaensis Yin i cols., 2000 (Xina)
- Philodromus laticeps Keyserling, 1880 (EUA)
- Philodromus latrophagus Levy, 1999 (Israel)
- Philodromus legae Caporiacco, 1941 (Etiòpia)
- Philodromus lepidus Blackwall, 1870 (Mediterrani fins a Índia)
- Philodromus leucomarginatus Paik, 1979 (Xina, Corea)
- Philodromus lhasana Hu, 2001 (Xina)
- Philodromus lividus Simon, 1875 (Portugal, França, Marroc, Algèria, Itàlia, Croàcia)
- Philodromus longiductus Dondale & Redner, 1969 (Costa Rica)
- Philodromus longipalpis Simon, 1870 (Europa, Iran)
- Philodromus longitibiacus Yin, Peng & Kim, 1999 (Xina)
- Philodromus lugens (O. P.-Cambridge, 1876) (Egipte)
- Philodromus lunatus Muster & Thaler, 2004 (Croàcia, Grècia, Turquia)
- Philodromus luteovirescens Urquhart, 1893 (Tasmània)
- Philodromus lutulentus Gertsch, 1934 (EUA)
- Philodromus maculatovittatus Strand, 1906 (Etiòpia)
- Philodromus maestrii Caporiacco, 1941 (Etiòpia)
- Philodromus mainlingensis Hu & Li, 1987 (Xina)
- Philodromus maliniae Tikader, 1966 (Índia)
- Philodromus manikae Tikader, 1971 (Índia)
- Philodromus margaritatus (Clerck, 1757) (Paleàrtic)
  - Philodromus margaritatus tigrinus (De Geer, 1778) (Europa, Japó)
- Philodromus marginellus Banks, 1901 (EUA, Mèxic)
- Philodromus marionschmidti (Schmidt, 1990) (Illes Canàries)
- Philodromus marmoratus Kulczyn'ski, 1891 (Àustria, República Txeca, Bulgària, Ucraïna)
- Philodromus marusiki (Logunov, 1997) (Rússia)
- Philodromus marxi Keyserling, 1884 (EUA)
- Philodromus mediocris Gertsch, 1934 (EUA)
- Philodromus melanostomus Thorell, 1895 (Myanmar)
- Philodromus mexicanus Dondale & Redner, 1969 (Mèxic)
- Philodromus micans Menge, 1875 (Alemanya, Europa Oriental)
- Philodromus mineri Gertsch, 1933 (EUA)
- Philodromus minutus Banks, 1892 (EUA, Canadà)
- Philodromus mississippianus Dondale & Redner, 1969 (EUA)
- Philodromus mohiniae Tikader, 1966 (Índia)
- Philodromus molarius L. Koch, 1879 (Kazakhstan)
- Philodromus montanus Bryant, 1933 (EUA)
- Philodromus morsus Karsch, 1884 (Àfrica Occidental)
- Philodromus multispinus Caporiacco, 1933 (Líbia)
- Philodromus mysticus Dondale & Redner, 1975 (Rússia, EUA, Canadà)
- Philodromus nanjiangensis Hu & Wu, 1989 (Xina)
- Philodromus nigrostriatipes Bösenberg & Strand, 1906 (Japó)
- Philodromus niveus Vinson, 1863 (Madagascar)
- Philodromus omercooperi Denis, 1947 (Egipte)
- Philodromus oneida Levi, 1951 (EUA, Canadà)
- Philodromus orarius Schick, 1965 (EUA, Mèxic)
- Philodromus orientalis Schenkel, 1963 (Xina)
- Philodromus otjimbumbe Lawrence, 1927 (Namíbia)
- Philodromus pali Gajbe & Gajbe, 2001 (Índia)
- Philodromus panganii Caporiacco, 1947 (Àfrica Oriental)
- Philodromus parietalis Simon, 1875 (Espanya, França)
- Philodromus partitus Lessert, 1919 (Àfrica Oriental)
- Philodromus pawani Gajbe, 2005 (Índia)
- Philodromus pelagonus Silhavy, 1944 (Macedònia del Nord)
- Philodromus peninsulanus Gertsch, 1934 (EUA, Canadà)
- Philodromus pericu Jiménez, 1989 (Mèxic)
- Philodromus pernix Blackwall, 1846 (EUA, Canadà)
- Philodromus pesbovis Caporiacco, 1949 (Kenya)
- Philodromus petrobius Schmidt & Krause, 1995 (Illes Cap Verd)
- Philodromus pictus Kroneberg, 1875 (Àsia central)
- Philodromus pinyonelis Schick, 1965 (EUA)
- Philodromus placidus Banks, 1892 (Amèrica del Nord)
- Philodromus planus (L. Koch, 1875) (Nova Guinea, Queensland)
- Philodromus poecilus (Thorell, 1872) (Paleàrtic)
- Philodromus populicola Denis, 1958 (Afganistan)
- Philodromus praedatus O. P.-Cambridge, 1871 (Europa, Rússia)
- Philodromus praelustris Keyserling, 1880 (EUA, Canadà)
- Philodromus pratariae (Scheffer, 1904) (EUA, Mèxic)
- Philodromus pratarioides Dondale & Redner, 1969 (Mèxic)
- Philodromus problematicus Strand, 1906 (Somàlia)
- Philodromus probolus Dondale & Redner, 1969 (EUA)
- Philodromus psaronius Dondale & Redner, 1968 (Mèxic)
- Philodromus pseudanomalus Dondale & Redner, 1969 (Mèxic)
- Philodromus pseudoexilis Paik, 1979 (Corea)
- Philodromus pulchellus Lucas, 1846 (Mediterrani)
- Philodromus punctatissimus Roewer, 1962 (Afganistan)
- Philodromus punctiger O. P.-Cambridge, 1908 (Illes Canàries)
- Philodromus punctisternus Caporiacco, 1940 (Etiòpia)
- Philodromus pygmaeus Levy, 1977 (Israel)
- Philodromus quercicola Schick, 1965 (EUA)
- Philodromus rajani Gajbe, 2005 (Índia)
- Philodromus renarius Wu & Song, 1987 (Xina)
- Philodromus rodecki Gertsch & Jellison, 1939 (EUA, Canadà)
- Philodromus roseofemoralis Karsch, 1879 (Japó)
- Philodromus roseus Kishida, 1914 (Japó)
- Philodromus rubidus Simon, 1870 (Espanya, Algèria)
- Philodromus rubrofrontus Urquhart, 1891 (Nova Zelanda)
- Philodromus ruficapillus Simon, 1885 (França, Tunísia, Kazakhstan)
- Philodromus rufus Walckenaer, 1826 (Holàrtic)
  - Philodromus rufus jenningsi Cutler, 2003 (EUA)
  - Philodromus rufus pacificus Banks, 1898 (EUA, Canadà)
  - Philodromus rufus quartus Dondale & Redner, 1968 (Amèrica del Nord)
  - Philodromus rufus vibrans Dondale, 1964 (EUA, Canadà, Alaska)
- Philodromus salinarum Denis, 1939 (França)
- Philodromus sanjeevi Gajbe, 2004 (Índia)
- Philodromus satullus Keyserling, 1880 (EUA fins a Costa Rica)
- Philodromus schicki Dondale & Redner, 1968 (EUA)
- Philodromus separatus Dondale & Redner, 1969 (Mèxic)
- Philodromus shaochui Yin i cols., 2000 (Xina)
- Philodromus shillongensis Tikader, 1962 (Índia)
- Philodromus signatus O. P.-Cambridge, 1869 (Santa Helena)
- Philodromus silvestrii Caporiacco, 1940 (Somàlia)
- Philodromus simillimus Denis, 1962 (Madeira)
- Philodromus simoni Mello-Leitão, 1929 (Algèria)
- Philodromus sinaiticus Levy, 1977 (Israel)
- Philodromus sitiens Fage, 1929 (Àfrica del Nord)
- Philodromus speciosus Gertsch, 1934 (EUA, Canadà)
- Philodromus spectabilis Keyserling, 1880 (EUA, Canadà)
- Philodromus spinitarsis Simon, 1895 (Rússia, Xina, Corea, Japó)
- Philodromus sticticus Lucas, 1858 (Gabon)
- Philodromus subaureolus Bösenberg & Strand, 1906 (Xina, Corea, Japó)
- Philodromus tabupumensis Petrunkevitch, 1914 (Myanmar)
- Philodromus thanatellus Strand, 1909 (Sud-àfrica)
- Philodromus tiwarii Basu, 1973 (Índia)
- Philodromus torquatus O. P.-Cambridge, 1873 (Grècia)
- Philodromus tortus Dondale & Redner, 1969 (EUA)
- Philodromus traviatus Banks, 1929 (Panamà, Aruba, Curaçao, Veneçuela)
- Philodromus triangulatus Wu & Song, 1987 (Xina)
- Philodromus undarum Barnes, 1953 (EUA)
- Philodromus utotchkini Marusik, 1991 (Rússia)
- Philodromus vagulus Simon, 1875 (Europa, Rússia)
- Philodromus validus (Gertsch, 1933) (EUA)
- Philodromus venustus O. P.-Cambridge, 1876 (Egipte)
- Philodromus verityi Schick, 1965 (EUA)
- Philodromus victor Lessert, 1943 (Congo)
- Philodromus vinokurovi Marusik, 1991 (Rússia)
- Philodromus v-notatus Caporiacco, 1947 (Etiòpia)
- Philodromus vulgaris (Hentz, 1847) (EUA, Canadà)
- Philodromus vulpio Simon, 1910 (Namíbia)
- Philodromus xinjiangensis Tang & Song, 1987 (Xina)

### Procleocnemis
Procleocnemis Mello-Leitão, 1929
- Procleocnemis concolor Mello-Leitão, 1929 (Brasil)

### Psellonus
Psellonus Simon, 1897
- Psellonus planus Simon, 1897 (Índia)

### Pseudopsellonus
Pseudopsellonus Balogh, 1936
- Pseudopsellonus papuanus Balogh, 1936 (Nova Guinea)

### Quemedice
Quemedice Mello-Leitão, 1942
- Quemedice enigmaticus Mello-Leitão, 1942 (Argentina)

### Senoculifer
Senoculifer Balogh, 1936
- Senoculifer conivulvus Balogh, 1936 (Nova Guinea)
- Senoculifer dentibulbis Balogh, 1936 (Nova Guinea)
- Senoculifer simplicibulbis Balogh, 1936 (Nova Guinea)

### Suemus
Suemus Simon, 1895
- Suemus atomarius Simon, 1895 (Sierra Leone)
- Suemus orientalis Simon, 1909 (Vietnam)
- Suemus punctatus Lawrence, 1938 (Sud-àfrica)
- Suemus tibelliformis Simon, 1909 (Vietnam)
- Suemus tibelloides Caporiacco, 1947 (Àfrica Oriental)

### Thanatus
Thanatus C. L. Koch, 1837
- Thanatus Àfricanus Karsch, 1878 (Zanzíbar, Sud-àfrica)
- Thanatus albescens O. P.-Cambridge, 1885 (Yarkand)
- Thanatus altimontis Gertsch, 1933 (EUA)
- Thanatus arcticus Thorell, 1872 (Holàrtic)
- Thanatus arenarius L. Koch, 1872 (Europa fins a l'Àsia central)
- Thanatus arenicola (Schmidt, 1976) (Illes Canàries)
- Thanatus aridorum Silhavy, 1940 (República Txeca)
- Thanatus atlanticus Berland, 1936 (Illes Cap Verd)
- Thanatus atratus Simon, 1875 (Paleàrtic)
- Thanatus balestrerii Caporiacco, 1935 (Karakorum)
- Thanatus bungei (Kulczyn'ski, 1908) (Rússia, Amèrica del Nord)
- Thanatus chorillensis Keyserling, 1880 (Perú)
- Thanatus coloradensis Keyserling, 1880 (Holàrtic)
- Thanatus constellatus Charitonov, 1946 (Rússia, Àsia central, Xina)
- Thanatus coreanus Paik, 1979 (Rússia, Corea, Xina)
- Thanatus cronebergi Simon, 1895 (Mongòlia)
- Thanatus dahurianus Logunov, 1997 (Rússia)
- Thanatus denisi Brignoli, 1983 (Afganistan)
- Thanatus dhakuricus Tikader, 1960 (Índia)
- Thanatus dissimilis Denis, 1960 (França)
- Thanatus dorsilineatus Jézéquel, 1964 (Costa d'Ivori)
- Thanatus fabricii (Audouin, 1826) (Illes Canàries fins a l'Àsia central)
- Thanatus firmetorum Muster & Thaler, 2003 (Alemanya, Àustria, Itàlia)
- Thanatus flavescens O. P.-Cambridge, 1876 (Egipte)
- Thanatus flavidus Simon, 1875 (Grècia, Rússia, Ucraïna)
- Thanatus flavus O. P.-Cambridge, 1876 (Egipte)
- Thanatus forbesi Pocock, 1903 (Socotra)
- Thanatus formicinus (Clerck, 1757) (Holàrtic)
- Thanatus fornicatus Simon, 1897 (Israel, Pakistan)
- Thanatus frederici Denis, 1941 (Illes Cap Verd)
- Thanatus fuscipes Denis, 1937 (Algèria)
  - Thanatus fuscipes concolor Denis, 1957 (Espanya)
- Thanatus gigas (C. L. Koch, 1837) (Grècia)
- Thanatus gnaquiensis Strand, 1908 (Perú)
- Thanatus granadensis Keyserling, 1880 (Colòmbia)
- Thanatus hongkong Song, Zhu & Wu, 1997 (Xina)
- Thanatus imbecillus L. Koch, 1878 (Bulgària fins a l'Àsia central)
- Thanatus inconsuetus Caporiacco, 1940 (Etiòpia)
- Thanatus indicus Simon, 1885 (Índia)
- Thanatus jabalpurensis Gajbe & Gajbe, 1999 (Índia)
- Thanatus ketani Bhandari & Gajbe, 2001 (Índia)
- Thanatus kitabensis Charitonov, 1946 (Rússia, Àsia central)
- Thanatus lamottei Jézéquel, 1964 (Costa d'Ivori)
- Thanatus lanatus Logunov, 1996 (Rússia)
- Thanatus lanceolatus Simon, 1875 (Rússia, Ucraïna)
- Thanatus lanceoletus Tikader, 1966 (Índia)
- Thanatus lesserti (Roewer, 1951) (Egipte, Israel)
- Thanatus lineatipes Simon, 1870 (Mediterrani, Geòrgia)
- Thanatus luederitzi Simon, 1910 (Sud-àfrica)
- Thanatus maculatus Keyserling, 1880 (Perú)
- Thanatus mandali Tikader, 1965 (Índia)
- Thanatus meronensis Levy, 1977 (Israel)
- Thanatus mikhailovi Logunov, 1996 (Rússia, Àsia central)
- Thanatus miniaceus Simon, 1880 (Xina, Taiwan, Corea, Japó)
- Thanatus mongolicus (Schenkel, 1936) (Mongòlia, Xina)
- Thanatus multipunctatus Strand, 1906 (Etiòpia, Àfrica Oriental)
- Thanatus mus Strand, 1908 (Perú)
- Thanatus namaquensis Simon, 1910 (Sud-àfrica)
- Thanatus neimongol Wu & Song, 1987 (Xina)
- Thanatus nigromaculatus Kulczyn'ski, 1885 (Rússia)
- Thanatus nipponicus Yaginuma, 1969 (Rússia, Xina, Corea, Japó)
- Thanatus okayi Karol, 1966 (Turquia)
- Thanatus ornatus (Lucas, 1846) (Algèria)
- Thanatus pagenstecheri Strand, 1906 (Namíbia)
- Thanatus parangvulgaris Barrion & Litsinger, 1995 (Tailàndia)
- Thanatus paucipunctatus Strand, 1906 (Somàlia)
- Thanatus philodromicus Strand, 1916 (Madagascar)
- Thanatus philodromoides Caporiacco, 1940 (Somàlia)
- Thanatus pictus L. Koch, 1881 (Paleàrtic)
- Thanatus pinnatus Jézéquel, 1964 (Costa d'Ivori)
- Thanatus plumosus Simon, 1890 (Iemen)
- Thanatus prolixus Simon, 1897 (Índia)
- Thanatus pygmaeus Schmidt & Krause, 1996 (Illes Canàries)
- Thanatus rayi Simon, 1875 (Europa fins a Kazakhstan)
- Thanatus rubicellus Mello-Leitão, 1929 (EUA, Canadà)
- Thanatus rubicundus L. Koch, 1875 (Etiòpia, Somàlia, Àfrica Oriental)
- Thanatus sabulosus (Menge, 1875) (Paleàrtic)
- Thanatus schubotzi Strand, 1913 (Central Àfrica)
- Thanatus sepiacolor Levy, 1999 (Israel)
- Thanatus setiger (O. P.-Cambridge, 1872) (Israel)
- Thanatus sibiricus Kulczyn'ski, 1901 (Rússia)
- Thanatus simplicipalpis Simon, 1882 (Iemen, Índia)
- Thanatus stepposus Logunov, 1996 (Rússia)
- Thanatus striatus C. L. Koch, 1845 (Holàrtic)
- Thanatus stripatus Tikader, 1980 (Índia)
- Thanatus tuvinensis Logunov, 1996 (Rússia, Kirguizstan)
- Thanatus ubsunurensis Logunov, 1996 (Rússia)
- Thanatus validus Simon, 1875 (Algèria)
- Thanatus vulgaris Simon, 1870 (Holàrtic)
  - Thanatus vulgaris creticus Kulczyn'ski, 1903 (Creta)
- Thanatus xinjiangensis Hu & Wu, 1989 (Xina)
- Thanatus zavattarii Caporiacco, 1939 (Etiòpia)

### Tibellus
Tibellus Simon, 1875
- Tibellus affinis O. P.-Cambridge, 1898 (Mèxic)
- Tibellus armatus Lessert, 1928 (Central, Àfrica Meridional)
- Tibellus Àsiaticus Kulczyn'ski, 1908 (Rússia, Amèrica del Nord)
- Tibellus aspersus Danilov, 1991 (Rússia)
- Tibellus australis (Simon, 1910) (Botswana)
- Tibellus bruneitarsis Lawrence, 1952 (Zimbabwe, Sud-àfrica)
- Tibellus californicus Schick, 1965 (EUA)
- Tibellus chamberlini Gertsch, 1933 (EUA, Canadà)
- Tibellus chaturshingi Tikader, 1962 (Índia)
- Tibellus Xilensis Mello-Leitão, 1943 (Xile)
- Tibellus cobusi Van den Berg & Dippenaar-Schoeman, 1994 (Est, Àfrica Meridional)
- Tibellus cucurbitus Yang, Zhu & Song, 2005 (Xina)
- Tibellus demangei Jézéquel, 1964 (Costa d'Ivori, Sud-àfrica)
- Tibellus duttoni (Hentz, 1847) (EUA, Mèxic)
- Tibellus elongatus Tikader, 1960 (Índia)
- Tibellus fengi Efimik, 1999 (Rússia, Xina)
- Tibellus flavipes Caporiacco, 1939 (Est, Àfrica Meridional)
- Tibellus gerhardi Van den Berg & Dippenaar-Schoeman, 1994 (Est, Àfrica Meridional)
- Tibellus hollidayi Lawrence, 1952 (Est, Àfrica Meridional)
- Tibellus insularis Gertsch, 1933 (Cuba)
- Tibellus jabalpurensis Gajbe & Gajbe, 1999 (Índia)
- Tibellus japonicus Efimik, 1999 (Rússia, Xina, Japó)
- Tibellus katrajghatus Tikader, 1962 (Índia)
- Tibellus kibonotensis Lessert, 1919 (Est, Àfrica Meridional)
- Tibellus macellus Simon, 1875 (Europa fins a l'Àsia central)
  - Tibellus macellus georgicus Mcheidze, 1997 (Geòrgia)
- Tibellus maritimus (Menge, 1875) (Holàrtic)
- Tibellus minor Lessert, 1919 (Àfrica)
- Tibellus nigeriensis Millot, 1941 (Sudan)
- Tibellus nimbaensis Van den Berg & Dippenaar-Schoeman, 1994 (Guinea-Bissau)
- Tibellus oblongus (Walckenaer, 1802) (Holàrtic)
  - Tibellus oblongus maculatus Caporiacco, 1950 (Itàlia)
- Tibellus orientis Efimik, 1999 (Rússia, Xina)
- Tibellus paraguensis Simon, 1897 (Paraguai, Argentina)
- Tibellus parallelus (C. L. Koch, 1837) (Paleàrtic)
- Tibellus pashanensis Tikader, 1980 (Índia)
- Tibellus pateli Tikader, 1980 (Índia)
- Tibellus poonaensis Tikader, 1962 (Índia)
- Tibellus propositus Roewer, 1951 (Yarkand)
- Tibellus rothi Schick, 1965 (EUA)
- Tibellus septempunctatus Millot, 1942 (Guinea)
- Tibellus seriepunctatus Simon, 1907 (Àfrica)
- Tibellus shikerpurensis Biswas & Raychaudhuri, 2003 (Bangladesh)
- Tibellus somaliensis Van den Berg & Dippenaar-Schoeman, 1994 (Somàlia, Zimbabwe)
- Tibellus spinosus Schiapelli & Gerschman, 1941 (Argentina)
- Tibellus sunetae Van den Berg & Dippenaar-Schoeman, 1994 (Àfrica Meridional)
- Tibellus tenellus (L. Koch, 1876) (Rússia, Xina fins a Austràlia)
- Tibellus vitilis Simon, 1906 (Índia, Sri Lanka)
- Tibellus vosseleri Strand, 1906 (Algèria)
- Tibellus vossioni Simon, 1884 (Àfrica)
- Tibellus zhui Tang & Song, 1989 (Xina)

### Tibitanus
Tibitanus Simon, 1907
- Tibitanus nomas Simon, 1910 (Namíbia)
- Tibitanus sexlineatus Simon, 1907 (Guinea-Bissau, Guinea)

### Vacchellia
Vacchellia Caporiacco, 1935
- Vacchellia baltoroi Caporiacco, 1935 (Karakorum)